# Ise Mariya
Ise Mariya (伊瀬 茉莉也 (Y Lại Mạt Lị Dã) sinh 25 tháng 9 năm 1988) là một nữ diễn viên, người dẫn chuyện, seiyū người Nhật trực thuộc công ty Across Entertainment, xuất thân từ tỉnh Kanagawa.  Ise được biết đến rộng rãi với việc lồng tiếng các nhân vật như Killua Zoldyck trong anime Hunter × Hunter (2011), Reg trong Made in Abyss, Eureka trong Pokémon: XY và Levy McGarden trong Fairy Tail.

## Vai lồng tiếng

### Anime truyền hình
2005
- Mushishi,	vai Renzu Ioroi (tập 1)
- Onegai My Melody, vai Yuka Kano
- Sugar Sugar Rune, vai Nanako Walsh

2006
- Air Gear, vai Ringo Noyamano
- Lupin III: Seven Days Rhapsody, vai	Michelle
- Onegai My Melody ~Kuru Kuru Shuffle~, vai	Yuka Kano
- Futari wa Pretty Cure Splash Star, vai Mari Yamaguchi
- School Rumble Ni Gakki, vai Satsuki Tawaraya

2007
- Eyeshield 21, vai Riko
- Onegai My Melody Sukkiri♪, vai Yuka Kano
- Tōka Gettan, vai Tōka Kamiazuma
- Yes! PreCure 5, vai Urara Kasugano/Cure Lemonade

2008
- Gunslinger Girl: Il Teatrino, vai Beatrice
- Jigoku Shōjo, vai Sora Kōjō
- Magician's・Academy, vai Tanarotte
- Penguin Musume Heart, vai Kujira Eturofu
- Porphy no Nagai Tabi, vai Alicia
- Yes! Pretty Cure 5 GoGo!, vai Urara Kasugano/Cure Lemonade

2009
- Kōkaku no Regios, vai Barmelin Swattis Nolne
- Fairy Tail, vai Levy McGarden, Romeo Conbolt (con trai Macao Conbolt)
- GA Geijutsuka Art Design Class, vai Yoshikawa
- Hatsukoi Limited, vai Ayumi Arihara
- Jewelpet, vai Ririka Himeno
- NEEDLESS, vai	Aruka
- Sora no Manimani, vai Sakurakawa
- Yumeiro Pâtissière, vai Lemon Yamagishi

2010
- Durarara!!, vai Mika Harima
- Hanamaru Yōchien, vai Hinagiku
- Ladies versus Butlers!, vai Kaede Tenjōji
- Kaichou wa Maid-sama, vai Erika
- Model Suit Gunpla Builders Beginning G, vai Rina Noyama
- Ōkami Kakushi, vai Nemuru Kushinada
- Ore no Imōto ga Konna ni Kawaii Wake ga Nai, vai Sena Akagi
- Panty & Stocking with Garterbelt, vai Stocking
- Densetsu no Yūsha no Densetsu, vai Kuu Orla
- Toaru Majutsu no Index, vai Lucia
- Yumeiro Pâtissière SP Professional, vai Lemon Yamagishi

2011
- Hidan no Aria	Riko Mine
- Ben-To, vai Sen Yarizui
- Yumekui Merry, vai	Saki Kirishima
- Hunter × Hunter, vai Killua Zoldyck
- Kimi ni Todoke (mùa 2), vai Musubi Tomizawa (tập 10)
- Maken-ki!, vai Syria Ōtsuka
- Mayo Chiki!, vai	Masamune Usami
- Ro-Kyu-Bu!, vai Miyu Aida
- Sengoku Otome ~Momoiro Paradox~, vai Uesugi Kenshin
- Tamagotchi!, vai Kizunatchi

2012
- Miniskir Pirates, Natalia Grennorth
- Ebiten: Kōritsu Ebisugawa Kōkō Tenmonbu, Noya Itsuki
- Girls und Panzer, Naomi

*Hyōka, vai Sawakiguchi Misaki 
- Inazuma Eleven Go Chrono Stone, Beta
- Medaka Box Abnormal, Myouga Unzen
- Zetman, Tanaka Hanako

2013
- Battle Spirits: Saikyou Ginga Ultimate Zero, Lila April
- Boku wa Tomodachi ga Sukunai Next, Aoi Yusa
- Fate/kaleid liner Prisma Illya, Moriyama Nanaki
- Aku no Hana, Nakamura Sawa
- Log Horizon, Lenessia Erhart Cowen
- Ore no imōto ga konna ni kawaii wake ga nai, Akagi Sena
- Photo Kano, Maeda Kanon
- Pokemon: XY, Eureka
- Ro-Kyu-Bu! SS, Aida Miyu

2014
- Escha & Logy no Atelier: Tasogare no Sora no Renkinjutsushi, Nio Altugle
- Shingeki no Kyojin: Kuinaki Sentaku, Isabel Magnolia
- Cross Ange, Misty Rosenblum
- Seikoku no Dragonar, Eco
- Fairy Tail, Levy McGarden, Romeo Conbolt
- Log Horizon (mùa 2), Lenessia Erhart Cowen
- Madan no Ō to Vanadis, Ludmila Lourie
- Maken-ki! Two, Syria Ōtsuka
- Nanatsu no Taizai, Guila
- Ōkami Shōjo to Kuro Ōji, Tachibana Marin
- Soredemo Sekai wa Utsukushii, Mira Lemercier

2015
- Hidan no Aria AA, Mine Riko
- Durarara!!x2 Shō, Harima Mika
- Durarara!!x2 Ten, Harima Mika
- Gunslinger Stratos: The Animation, Shinō Matsurika
- Pokemon XY&Z, vai Eureka
- Yurikuma Arashi, vai Oniyama Eriko

2016
- DAYS, vai Ubukata Chikako
- Durarara!!x2 Ketsu, Harima Mika
- Kōtetsujō no Kabaneri, Yukina
- Seisen Cerberus, Sharisharu
- Danganronpa 3: The End of Kibougamine Gakuen, vai Shingetsu Nagisa
- Yuri on Ice, Nishigori Yuuko

2017
- Boruto: Naruto Next Generations, Kurosuki Buntan
- Made in Abyss, Reg
- Kakegurui, vai Ikishima Midari
- Shoukoku no Altair, Lily Kokoschka
- Gintama: Porori-hen, Bichie
- Hōseki no Kuni, Antarcticite

2018
- Nanatsu no Taizai: Imashime no Fukkatsu, vai Guila
- Satsuriku no Tenshi, vai Cathy
- Kirakira Happy Hirake! Cocotama, vai Pillow
- Hanebado, vai Connie Christensen

2019
- Yakusoku no Neverland, vai Ray
- Kakegurui ××, vai Midari Ikishima
- One Piece, vai Kiku[3]
- Black Clover, vai Dorothy Unsworth
- Mix: Meisei Story, vai Mita Arisa

2020
- The God of High School, vai Jegal Taek (thuở nhỏ)

2021
- Yakusoku no Neverland (mùa 2), vai Ray
- Log Horizon: Entaku Houkai, vai Lenessia Erhart Cowen
- SSSS.Dynazenon, vai Inamoto-san
- Meikyuu Black Company, vai Fau
- Heion Sedai no Idaten-tachi, vai Miku
- Megaton-kyuu Musashi, Minami Sayaka

2022
- Akebi-chan no Sailor-fuku, vai Tatsumori Ai[4]
- Chainsaw Man, vai Himeno[5]
- Jantama Pong, vai Kaguya-hime[6]
- Pokémon (2019), vai Bonnie[7]
- Made in Abyss: Retsujitsu no Ougonkyou, vai Reg[8]
- Shin Ikki Tousen, vai Kusunoki Tamonmaru[9]

2023
- Majutsushi Orphen Hagure Tabi: Urbanrama-hen, vai Shiina[10]
- Kubo-san wa Mob o Yurusanai, vai Shiraishi Seita[11]

Chưa rõ
- Uzumaki, vai Kurotani Azami[12]

### Phim anime điện ảnh
2012
- Evangelion Shin Gekijōban: Q, Kitakami Midori

2014
- Pokémon the Movie: Diancie và chiếc kén hủy diệt, Eureka

2015
- Pokémon the Movie: Chiếc vòng ánh sáng của siêu ma thần Hoopa, Eureka

2016
- Pokémon the Movie XY&Z: Volkenion và Magiana siêu máy móc, Eureka

2017
- Fairy Tail: Dragon Cry, Levy McGarden

2020
- Made in Abyss: Fukaki Tamashii no Reimei, Reg
- Date A Live Fragment: Date A Bullet, Tsuan
- Thanh gươm diệt quỷ: Chuyến tàu vô tận, Rengoku Kyojuro (lúc nhỏ)

2021
- My Hero Academia: World Heroes' Mission, Belos
- Evangelion: 3.0+1.0 Thrice Upon a Time, Kitakami Midori

2022
- Những thiếu niên trong không gian, vai Nasa Houston[13]

### OVA
2011
- Kidō Senshi  Gundam Unicorn, Loni Garvey

2016
- Kubikiri Cycle: Aoiro Savant to Zaregototsukai, Akagami Iria[14]

### ONA
2021
- Star Wars: Visions, Saku[15]
- Biệt đội siêu gian, Janice
- JoJo no Kimyou na Bouken: Stone Ocean, Foo Fighters, Atroe[16]
- Tiger & Bunny 2, Pao-Lin Huang/Dragon Kid[17]
- Spriggan, Somei Yoshino
- Tekken: Huyết thống, Miura Akiko[18]

### Lồng tiếng phim ngước ngoài (tiếng Nhật)

#### Live-action
- A Discovery of Witches, vai Satu Järvinen (Malin Buska thủ vai gốc)[19]
- And Just Like That..., vai Rose Goldenblatt (Alexa Swinton thủ vai gốc)[20]
- Emma's Chance, vai Emma (Greer Grammer thủ vai gốc)[21]
- The Exorcist, vai Casey Rance (Hannah Kasulka thủ vai gốc)[22]
- Trăng rơi , vai Michelle (Kelly Yu thủ vai gốc)[23]
- Smash, vai Margot (Nikki Blonsky thủ vai gốc)[24]
- Gambit Hậu, vai Beth Harmo (Anya Taylor-Joy thủ vai gốc)
- Phù thủy, phù thủy, vai Daisy (Kristin Chenoweth thủ vai gốc)[25]

#### Phim hoạt hình
- The Addams Family, vai Parker Needler[26]
- Adventure Time: Distant Lands, vai Cadebra[27]